# Emily Gravett
Emily Gravett (* 1972 in Brighton in England) ist eine britische Illustratorin und Bilderbuchautorin.

## Leben
Emily Gravett verließ mit 16 Jahren die Schule und reiste viele Jahre mit ihrem Partner in einem Bus durch das Land, bevor sich beide in Wales niederließen. 2001 kehrten sie nach Brighton zurück, wo Gravett an der dortigen Universität Illustration und Design studierte. Ihr erstes Bilderbuch Wolves erschien 2005 und wurde unter anderem mit dem Macmillan Preis für Illustration und der Kate Greenaway Medal ausgezeichnet. Für Mein Buch vom Angsthaben erhielt sie 2008 abermals die Kate Greenaway Medal. Ihre Kinderbücher werden von Uwe-Michael Gutzschhahn ins Deutsche übertragen. 
Emily Gravett lebt mit ihrem Partner und der gemeinsamen Tochter in ihrem Geburtsort.

## Werke
- Achtung Wolf! (Wolves, 2005) Sauerländer, Düsseldorf 2006, ISBN 3-7941-5112-7
- Post vom Erdmännchen. (Meerkat mail, 2006) Sauerländer, Düsseldorf 2007, ISBN 3-7941-5141-0
- Mein Buch vom Angsthaben. (Little Mouse's Big Book of Fears, 2007) Sauerländer, Düsseldorf 2008, ISBN 978-3-7941-5195-0
- Das komische Ei. (The odd egg, 2008) Sauerländer, Mannheim 2010, ISBN 978-3-7941-5237-7
- Steinchen und Mammut. Eine Geschichte von Julia Donaldson. (Cave Baby, 2010) Sauerländer, Mannheim 2011, ISBN 978-3-7941-5263-6.
- The Rabbit Problem. Simon & Schuster, New York City, USA 2010, ISBN 978-1-4424-1255-2.

## Auszeichnungen
- 2004: Macmillian Preis für Illustration
- 2005: Kate Greenaway Medal für Achtung Wolf!
- 2006: Luchs des Monats März  für Achtung Wolf!
- 2006: Kröte des Monats Februar für Achtung Wolf!
- 2006: Die besten 7 des Monats April
- 2005: Nestlé Smarties Book Prize für Achtung Wolf!
- 2007: Nestlé Smarties Book Prize für Mein Buch vom Angsthaben
- 2007: LesePeter des Monats August für das Bilderbuch Post vom Erdmännchen
- 2008: Kate Greenaway Medal für Mein Buch vom Angsthaben
- 2010: Einladung ins Kinder- und Jugendprogramm des 10. internationalen literaturfestivals berlin